# Weinmannia bojeriana
Weinmannia bojeriana är en tvåhjärtbladig växtart som beskrevs av Louis René Tulasne. Weinmannia bojeriana ingår i släktet Weinmannia och familjen Cunoniaceae. Inga underarter finns listade i Catalogue of Life.